# (500431) 2012 TF149
(500431) 2012 TF149 es un asteroide perteneciente al cinturón de asteroides, descubierto el 16 de noviembre de 1995 por el equipo del Spacewatch desde el Observatorio Nacional de Kitt Peak, Arizona, Estados Unidos.

## Designación y nombre
Designado provisionalmente como 2012 TF149.

## Características orbitales
2012 TF149 está situado a una distancia media del Sol de 3,175 ua, pudiendo alejarse hasta 4,039 ua y acercarse hasta 2,311 ua. Su excentricidad es 0,272 y la inclinación orbital 13,51 grados. Emplea 2066,76 días en completar una órbita alrededor del Sol.
Los próximos acercamientos a la órbita de Júpiter se producirán el 21 de noviembre de 2034, el 22 de noviembre de 2045 y el 20 de diciembre de 2056, entre otros.

## Características físicas
La magnitud absoluta de 2012 TF149 es 16,6.